# Michał Kochańczyk
Michał Kochańczyk (ur. 14 maja 1950 w Gdańsku) – polski taternik, alpinista, polarnik, żeglarz, działacz organizacyjny, publicysta, fotograf, filmowiec, realizator programów telewizyjnych, wykładowca akademicki.
Absolwent IX LO w Gdańsku i Wydziału Ekonomiki Przemysłu Uniwersytetu Gdańskiego. W latach 1977–1980 studiował na Uniwersytecie Warszawskim, na Podyplomowym Studium Specjalistów dla Krajów Rozwijających się (na początku w Instytucie Afrykanistycznym na Wydziale Neofilologii, a po reorganizacji na Wydziale Geografii i Studiów Regionalnych).

## Życiorys
W latach szkoły podstawowej brał udział w rodzinnych spływach kajakowych, wędrował także z rodzicami po polskich górach. Pasję wędrowania kontynuował w swojej działalności w harcerstwie w szkole średniej oraz podczas studiów. Pełnił funkcję wiceprezesa Uczelnianego Klubu Turystycznego na Uniwersytecie Gdańskim. Podczas szkoły średniej i studiów uczestniczył w rejsach żeglarskich po Morzu Bałtyckim, w 1969 roku w rejsie na Morze Północne do portów Europy Zachodniej.
Wspinaczki w Tatrach rozpoczął w 1970 roku, ukończył kurs wspinaczki zimowej w lutym 1972 roku. Instruktorem tego kursu był Krzysztof Zdzitowiecki. Na pierwszą wyprawę w Pamir Radziecki (obecnie Tadżycki) wyruszył w 1973 roku. Wspinał się w Tatrach, Pamirze, Himalajach, Andach, w górach Afryki, na Spitsbergenie i Alasce. Jego największym osiągnięciem górskim jest udział w przeprowadzeniu nowej drogi na jedną z najtrudniejszych gór na świecie: na szczyt Fitz Roy w Patagonii. Autor popularnej zimowej taternickiej drogi wspinaczkowej w rejonie Hali Gąsienicowej w Tatrach Polskich (droga Kochańczyka – pierwsze przejście z Bogusławem Laskowskim w marcu 1996 roku).
Wędrował po Saharze i Pustyni Namib, przez wilgotne lasy równikowe, po Syberii, w czasie zimy polarnej na nartach na Spitsbergenie, przepłynął Morze Bałtyckie na drewnianej tratwie w 2006 roku (kapitanem tratwy był Andrzej Urbańczyk). Publikuje zdjęcia i filmy ze swoich wypraw, jest autorem relacji i artykułów ze swoich wypraw. Swoje wyprawy opisywał w wielu czasopismach, m.in. w „Rzeczpospolitej”, „Poznaj Świecie”, „n.p.m”, „Dzienniku Bałtyckim”, „Nie z tej Ziemi”, „Taterniku”, „Górach i Alpinizmie”. Zrealizował 60 podróżniczych programów telewizyjnych w prywatnej telewizji Sky Orunia w Gdańsku.
Prowadził wykłady fakultatywne o kulturach świata i o turystyce trekkingowej na Wydziale Przedsiębiorczości i Towaroznawstwa Akademii Morskiej w Gdyni, a w Wyższej Szkole Bankowej w Gdańsku wykłady o multimediach. Na Akademii Wychowania i Sportu w Gdańsku prowadził wykłady i ćwiczenia o turystyce kwalifikowanej.
Był przez osiemnaście lat prezesem Klubu Wysokogórskiego „Trójmiasto”, przewodniczący Komisji Rewizyjnej KWT do roku 2020 i instruktor senior Polskiego Związku Alpinizmu. W roku 2020 został przewodniczącym Komisji Rewizyjnej Polskiego Klubu Ekologicznego w Gdańsku Okręg Pomorski.
Zorganizował i monitorował akcję poszukiwawczą po zaginionych na rzece Ukajali w Peru polskich kajakarzy Celinę Mróz i Jarosława Frąckiewicza w 2011 roku. Członek zespołu Polskiego Związku Alpinizmu ds. zbadania okoliczności i przyczyn wypadku na zimowej wyprawie na Broad Peak w 2013 roku. Od 2022 roku przewodniczący Komisji Rewizyjnej Polskiego Związku Alpinizmu.
Członek honorowy Polskiego Związku Alpinizmu, Klubu Wysokogórskiego „Trójmiasto”, Międzynarodowego Klubu Morza „Zejman”, Polskiej Akademii Dzieci. Ambasador znaku Fjord Nansen.
Od 1989 roku w Radzie Fundatorów Fundacji „Sprawni Inaczej”, od początku powstania Fundacji.
Ekspert Polskiego Klubu Ekologicznego Oddział Pomorski w Gdańsku.
W 2020 roku wydał książkę Jedno lato w Himalajach. W 2021 r. współautor książki Fitz Roy; w 2022 r. współautor książki O ten las za daleko!.
Dwukrotnie odznaczony Medalami „Za Wybitne Osiągnięcia Sportowe” (srebrnym i brązowym), jako jedyny dwukrotnie medalami za wybitne osiągnięcia andynistyczne. Polarny rejs jachtu „Lady Dana 44” Przejściem Północno-Wschodnim, w którym uczestniczył Michał Kochańczyk, został wyróżniony Rejsem Roku 2013. Kapitanem jachtu był Ryszard Wojnowski. Towarzystwo Opieki nad Zwierzętami wręczyło mu dyplom za uratowanie kota z wysokiej sosny. Zaangażowany w działaniach przeciwko dewastacji przyrodniczej Lasów Oliwskich i Doliny Radości. Współzałożyciel i członek Fundacji "Fidelis Siluas" (Wierni Lasom), mającej na celu ochronę polskich lasów, a szczególnie Trójmiejskiego Parku Krajobrazowego (od 2019).